# Stemonyphantes solitudus
Stemonyphantes solitudus is een spinnensoort in de taxonomische indeling van de hangmatspinnen (Linyphiidae).
Het dier behoort tot het geslacht Stemonyphantes. De wetenschappelijke naam van de soort werd voor het eerst geldig gepubliceerd in 1994 door Andrei V. Tanasevitch.